# 贾尼娜·范格罗宁根
贾尼娜·范格罗宁根（羅馬尼亞語：Gianina van Groningen，1995年5月21日—），旧姓贝莱亚格（Beleagă），罗马尼亚女子赛艇运动员，2017年世界赛艇锦标赛女子轻量级双人双桨金牌得主、2018年世界赛艇锦标赛女子轻量级双人双桨金牌得主、2024年夏季奥林匹克运动会女子轻量级双人双桨银牌得主。